# 소치강

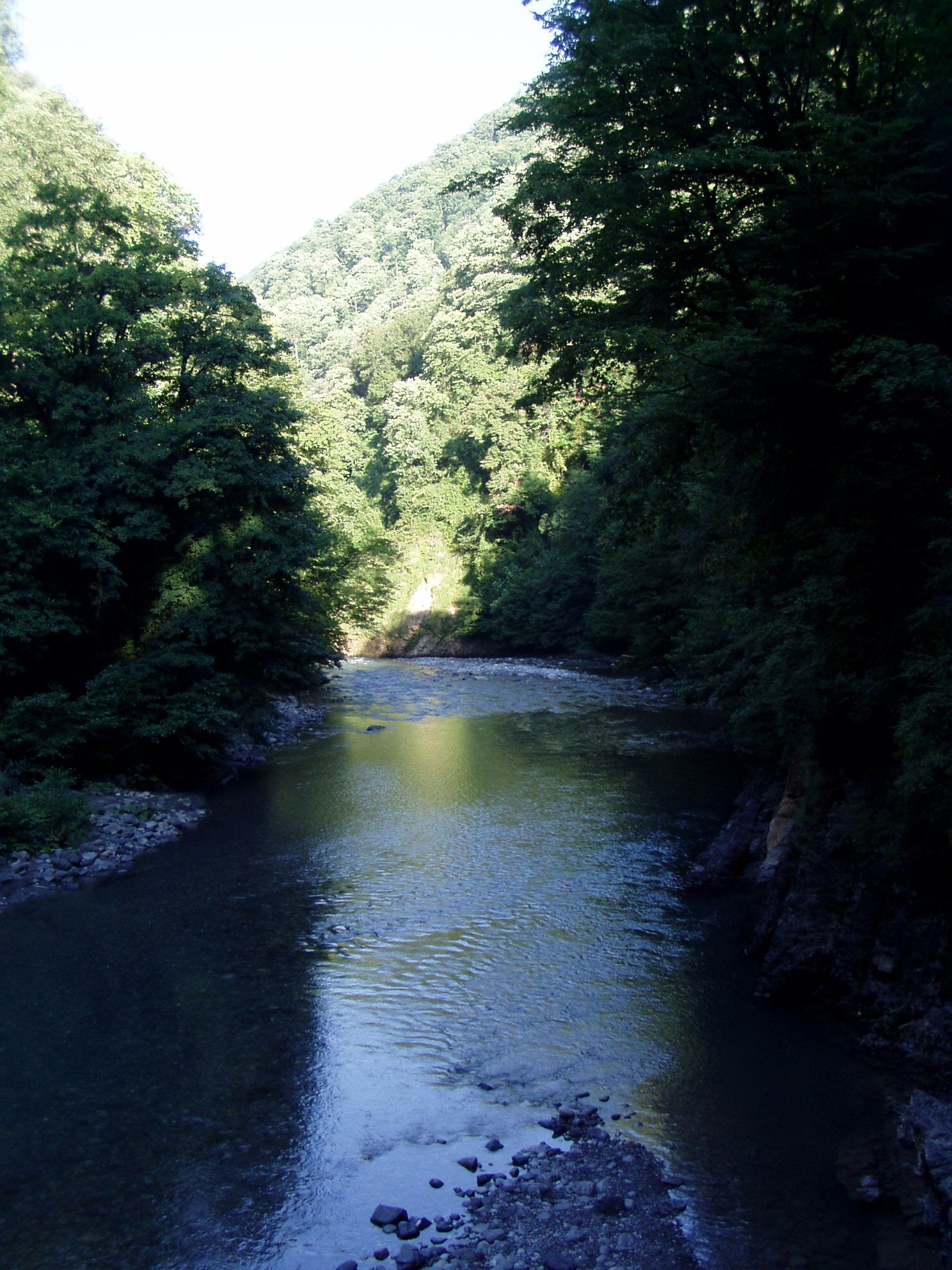
소치강

소치강(러시아어: Сочи)은 러시아 크라스노다르 지방의 소치를 흐르는 하천이다. 길이는 45 km이다.